# Historischer Moorhof

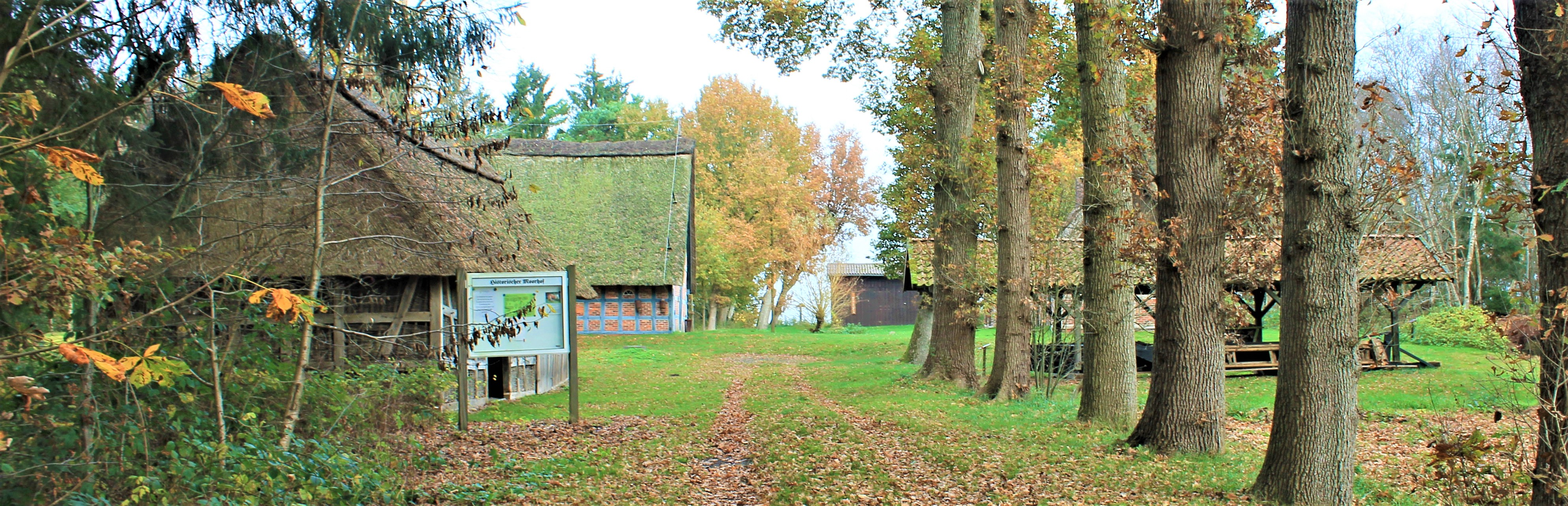
Panoramaansicht Eingang zum Freilichtmuseum Historischer Moorhof

Der Historische Moorhof ist ein Freilichtmuseum bei Gnarrenburg in der Ortschaft Augustendorf (Niedersachsen), das die Hofstelle Nr. 11 im Moor von den Anfängen 1828 bis in die heutige Zeit präsentiert. Es befindet sich auf der Nordseite des Augustendorfer Kanals. Das Museum wird vom „Historischen Moorhof Augustendorf, Heimatverein Gnarrenburg e. V.“ betreut.

## Beschreibung
Der Moorhof besteht aus einer großzügigen typischen Hofanlage im Moor. Gewohnt wurde in einem Hallenhaus als Zweiständerhaus, dessen Räume wieder originalgetreu eingerichtet wurden. Mittelpunkt ist die Diele mit der einst ständig brennenden Feuerstelle in dem als Flett bezeichneten offenen Wohnküchen-Bereich, der die gesamte Hausbreite einnimmt.

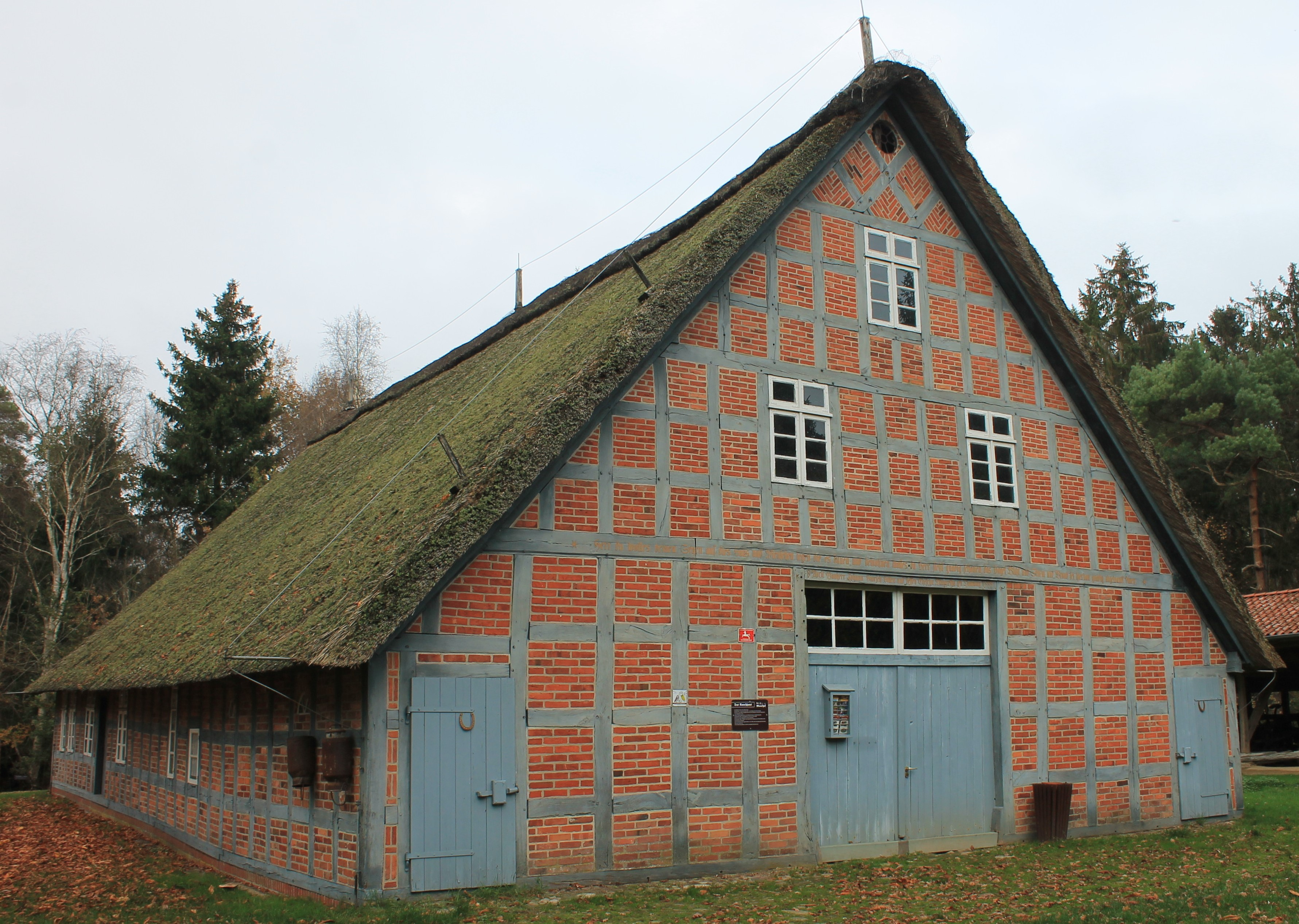
Blick auf die Giebelseite des Rauchhauses

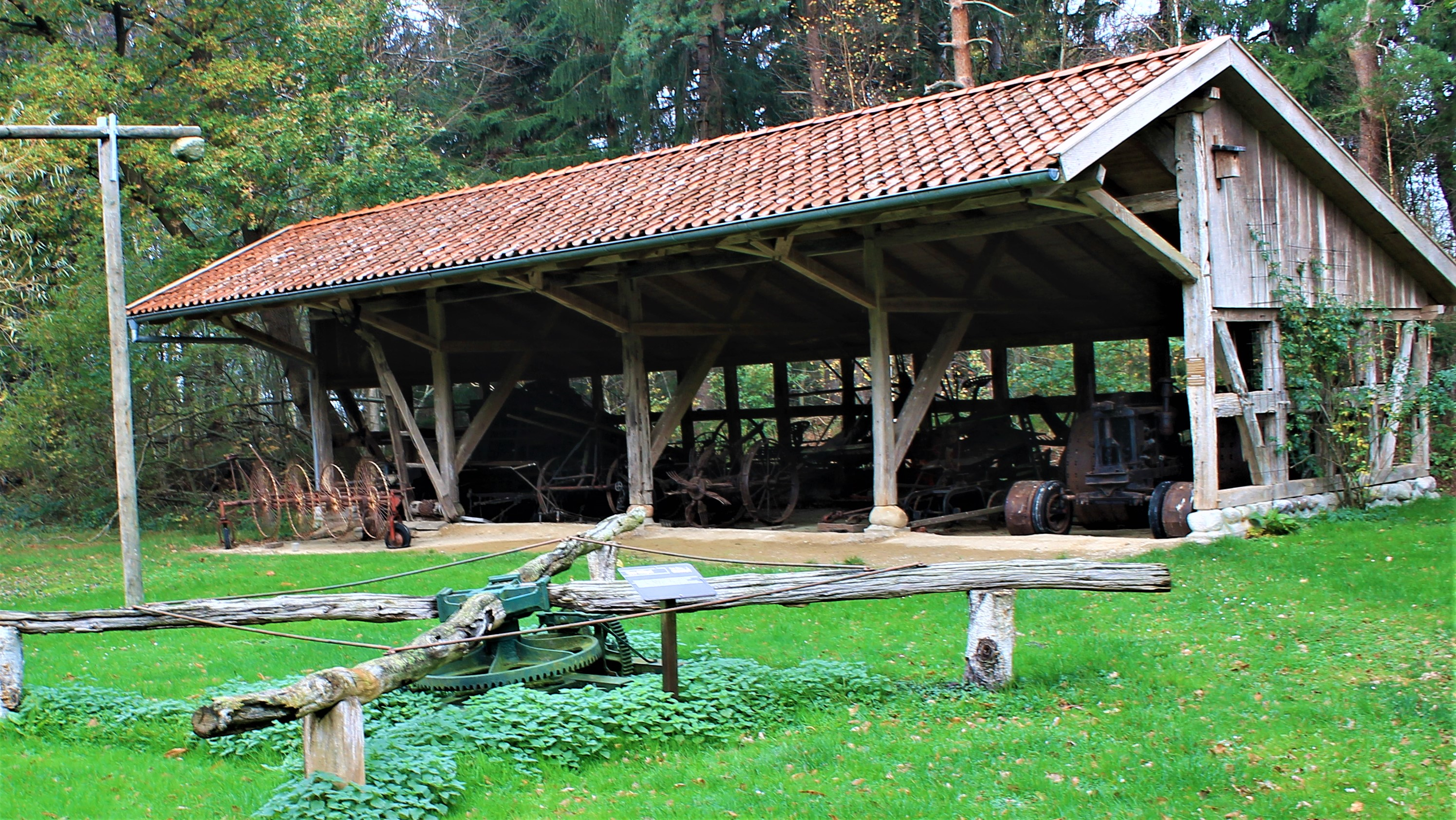
Im Vordergrund der Göpel, in der Remise dahinter befinden sich Arbeitsgeräte

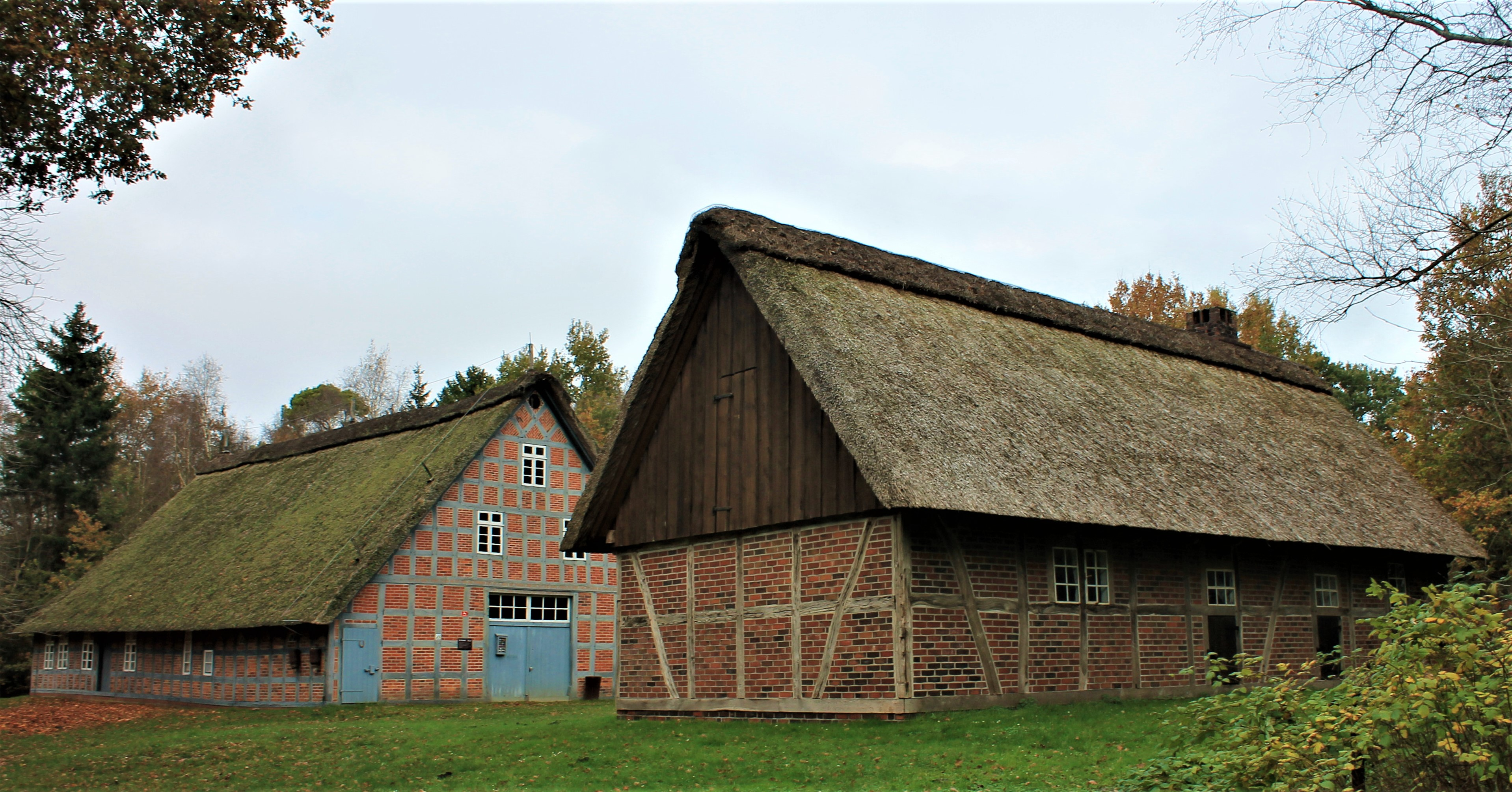
Blick auf den Schweinestall und das Rauchhaus

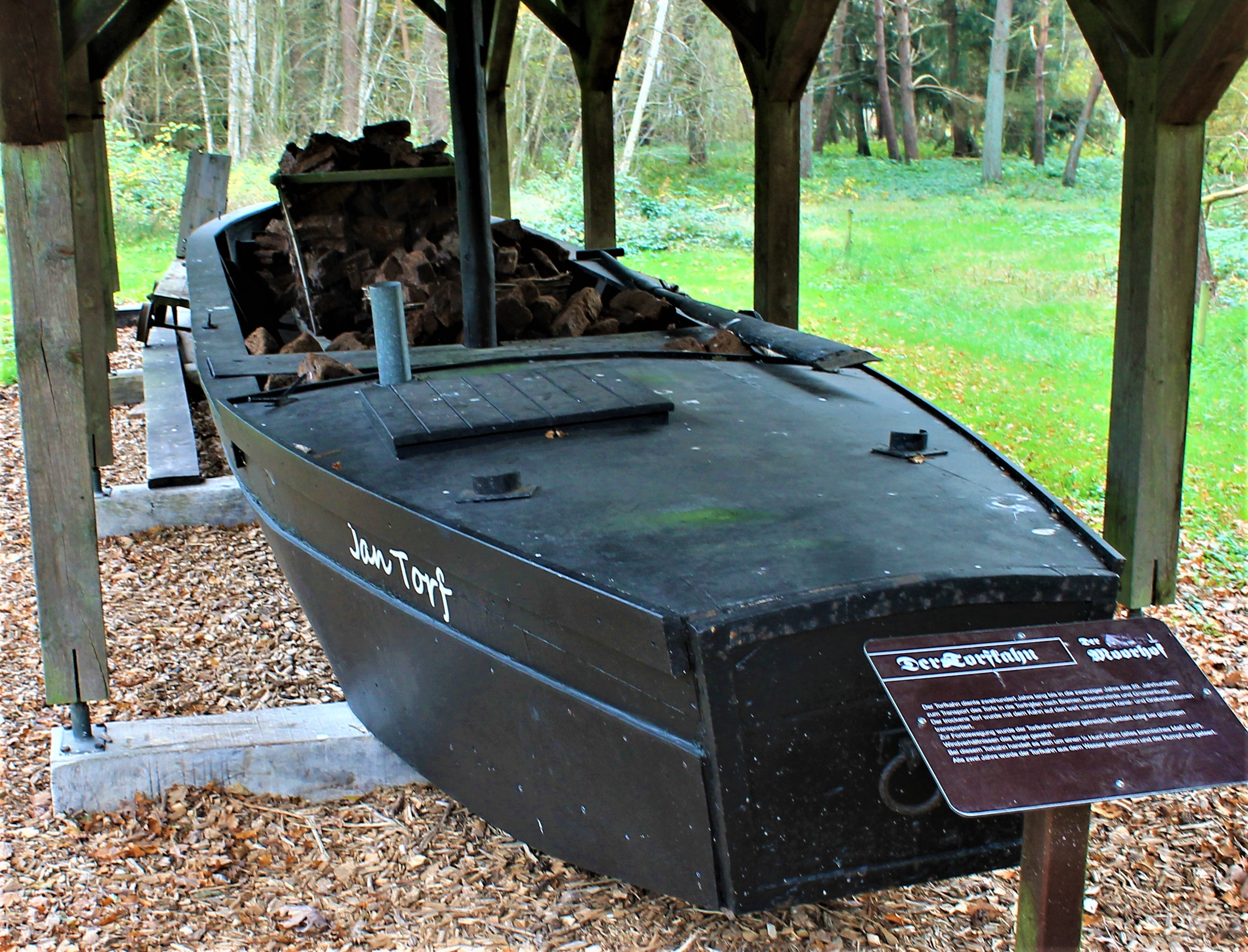
Der Torfkahn im Schuppen

Vor dem Flett befinden sich die gute und die alte Stube für die Altenteiler. In der gemeinsamen Trennwand befanden sich je Stube zwei erhöhte nebeneinander liegende mit Schiebetüren verschließbare, in Norddeutschland als Butzen bezeichnete Alkoven für mehrere Personen. Sie waren mit Betten ausgestattet. In der als Herdwand bezeichneten Innenwand zur Diele hin befinden sich in diesen Stuben ein kleines Fenster und eiserne Öfen, die im Winter von der Diele aus beheizt werden konnten. Die Stuben verfügen über ein Sofa, eine Truhe, eine Kommode, Tisch und geflochtenen Stühlen und ein Spinnrad.
Der Backofen, das Torfboot und der Torfstich wurden später zum Denkmalhof hinzugefügt.

## Geschichte
Der Moorhof liegt im Gnarrenburger Moor, einem Ausläufer des Teufelsmoores. Seine Besiedelung begann um 1780 und endete 1850.
Seit 1847 liegen zur Hofstelle Nr. 11 Überlieferungen vor. Danach hatte sich der Mooranbauer Johann Hilken mit den ältesten Moorbauern in Augustendorf beim königlichen Amt in Bremervörde über die extrem harten Lebensbedingungen und die ab 1848 fälligen zu hohen Abgaben beschwert. Zu dieser Zeit lebten die Moorbauern primär vom Brenntorfstich, denn der Moorboden war fast nur zum Torfgraben und dem Verkauf von Brenntorf nutzbar. Jedoch war der Abtransport des Brenntorfs sehr aufwendig, da kaum Wege existierten und der Oste-Hamme Kanal zu weit weg lag.
Die Lebensbedingungen verbesserten sich 1852 mit der Fertigstellung des Augustendorfer Schiffgrabens, der den Abtransport über den Oste-Hamme Kanal nach Bremen oder Bremervörde ermöglichte. Nach Einführung des Kunstdüngers wurde das Leben durch den Anbau von Getreide einfacher, vorher wurde mit der Moorbrandkultur Buchweizen angebaut.
Anfangs lebte die Familie des Moorhofes in einer niedrigen Moorkate, deren strohgedeckte Dächer bis an die Erde reichten. Ein Wohnhaus wurde 1853 errichtet und 1899 vergrößert. 1903 wurde ein Schuppen mit 12 m² Fläche errichtet, der später als Schafschuppen diente. In den 1920er Jahren wurden im Wohnhaus auf der rechten Seite eine geräumige Küche sowie eine kleine Waschküche eingerichtet und das Flettfeuer ging außer Betrieb. Die am Kanal gelegene Torfscheune wurde in diesem Jahr abgebaut und nahe am Wohnhaus wieder aufgebaut.

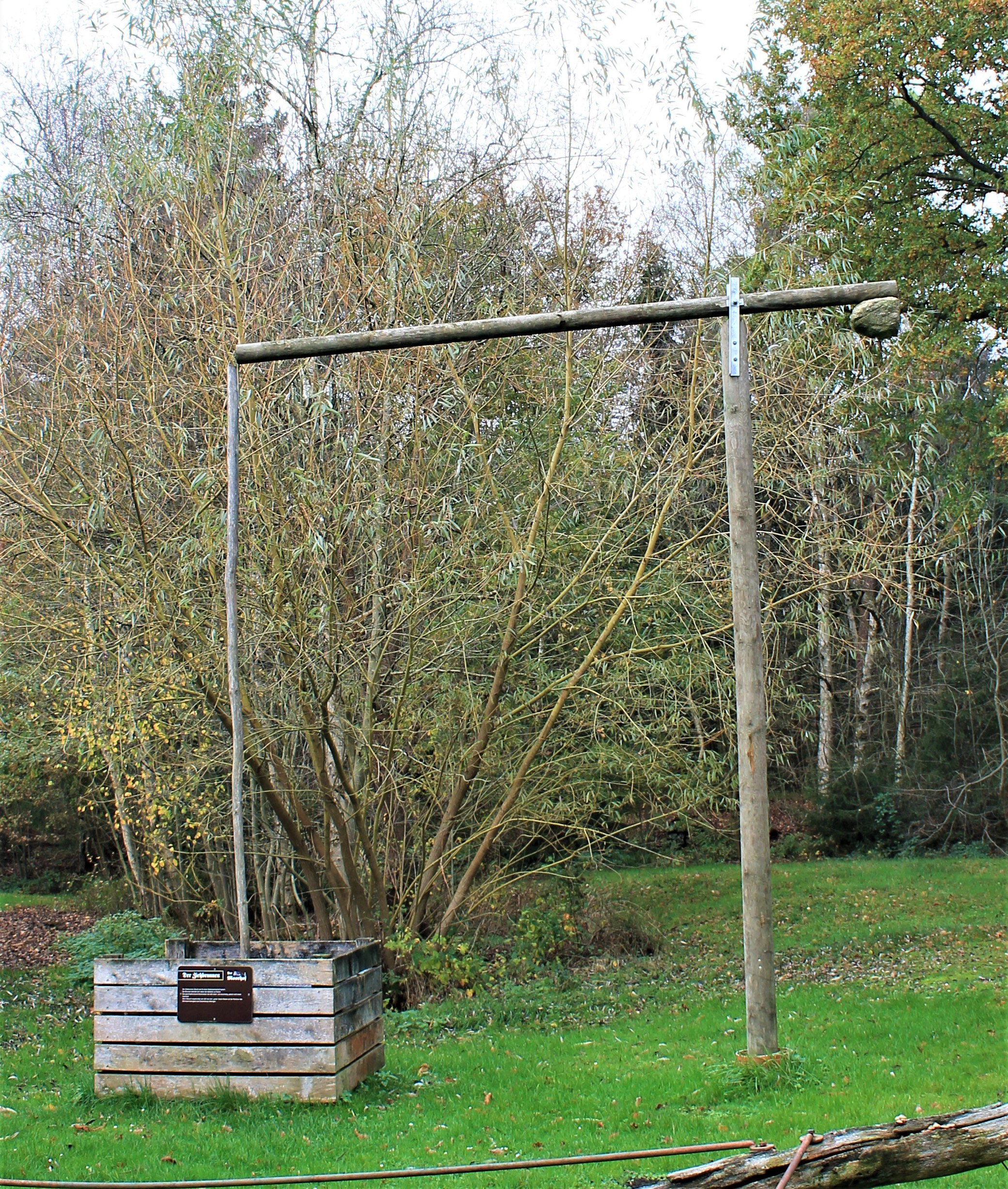
Ziehbrunnen

Ab 1955 wurde die Scheune zum Schweinestall umgebaut und der Backofen nicht mehr genutzt, er verfiel. 1981 wurden die zur Hofstelle gehörenden Ländereien verpachtet.
Der 1985 von der Gemeinde Gnarrenburg gekaufte Hof mit rund 22.000 m² Grundfläche wurde durch den Heimatverein restauriert und als Denkmalhof eingerichtet. Er wurde durch Ziehbrunnen, Göpel, Backofen, Bienenzaun, Torfkahn und einen Torfstich ergänzt sowie 1999 durch Fördermittel der Dorferneuerung weiter ausgebaut.

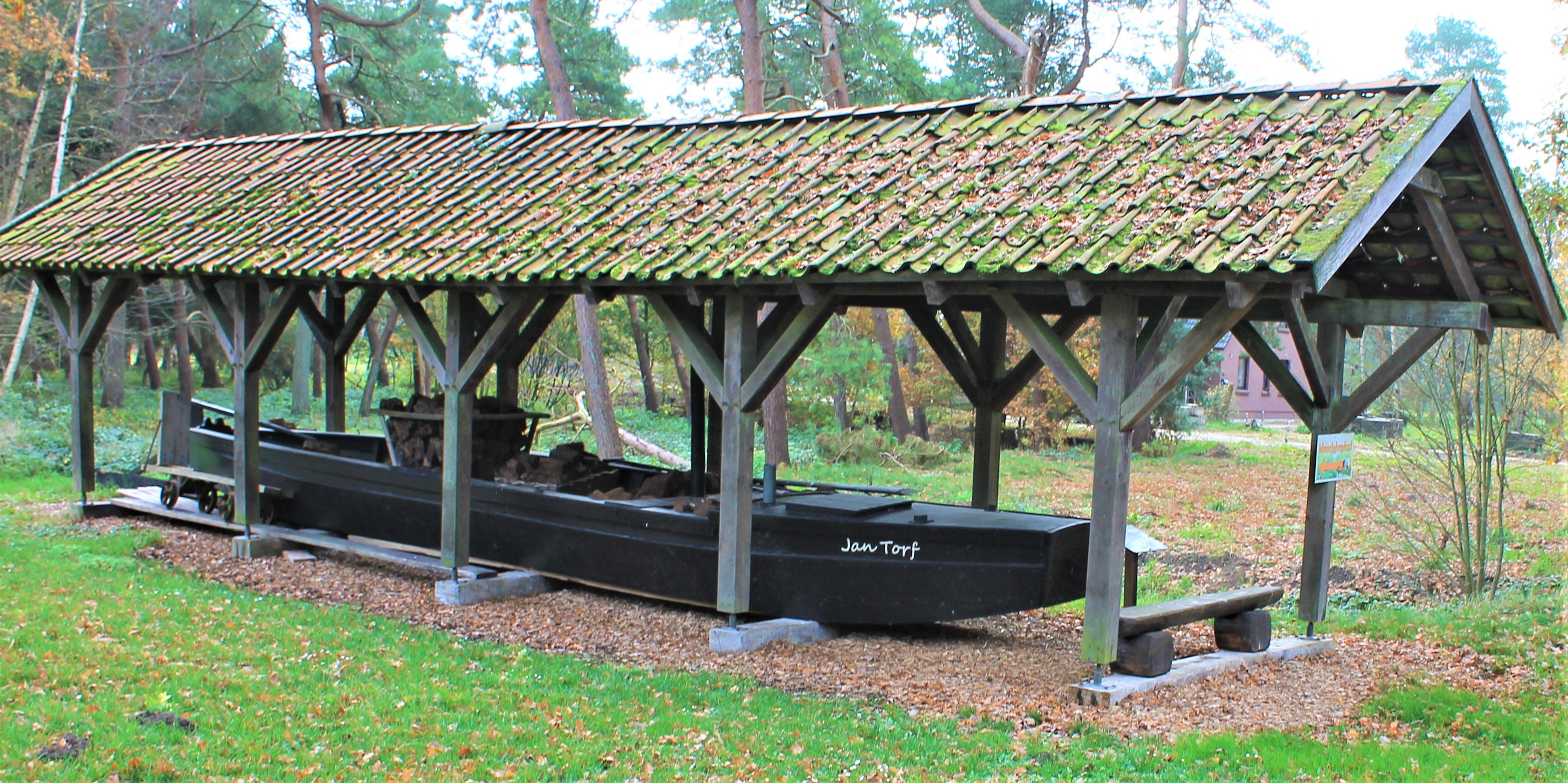
Bootsschuppen mit Torfkahn
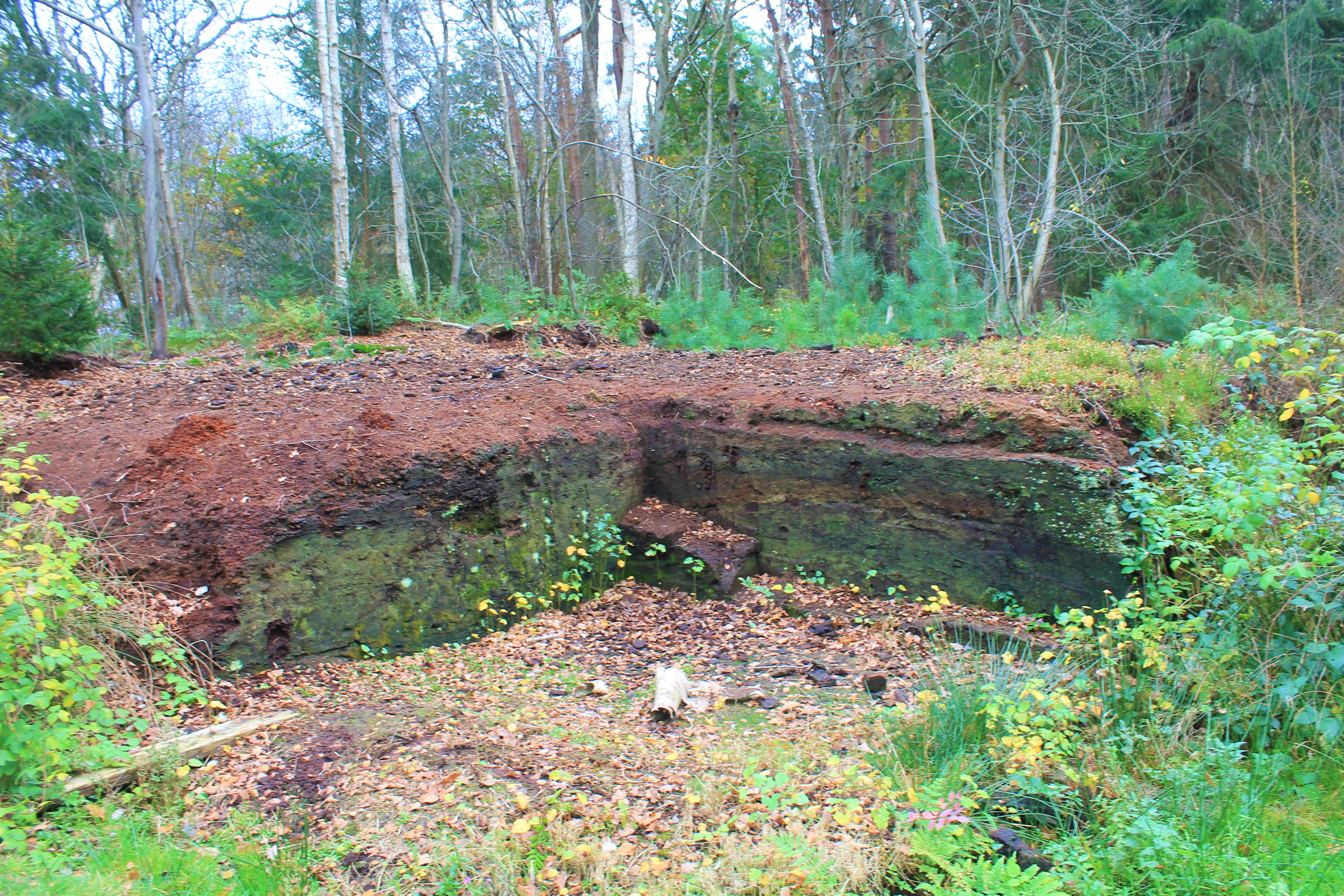
Torfstich
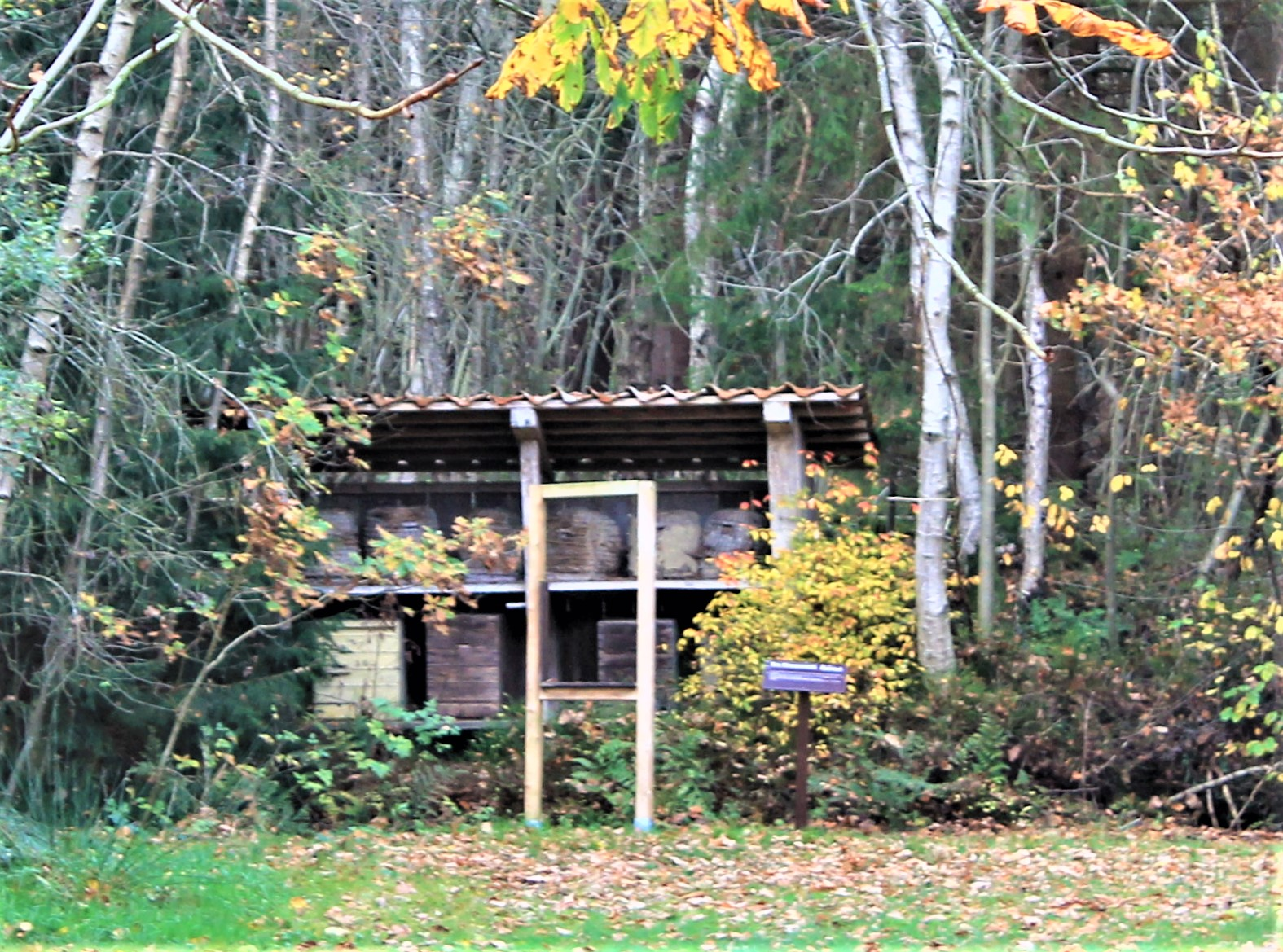
Bienenhaus
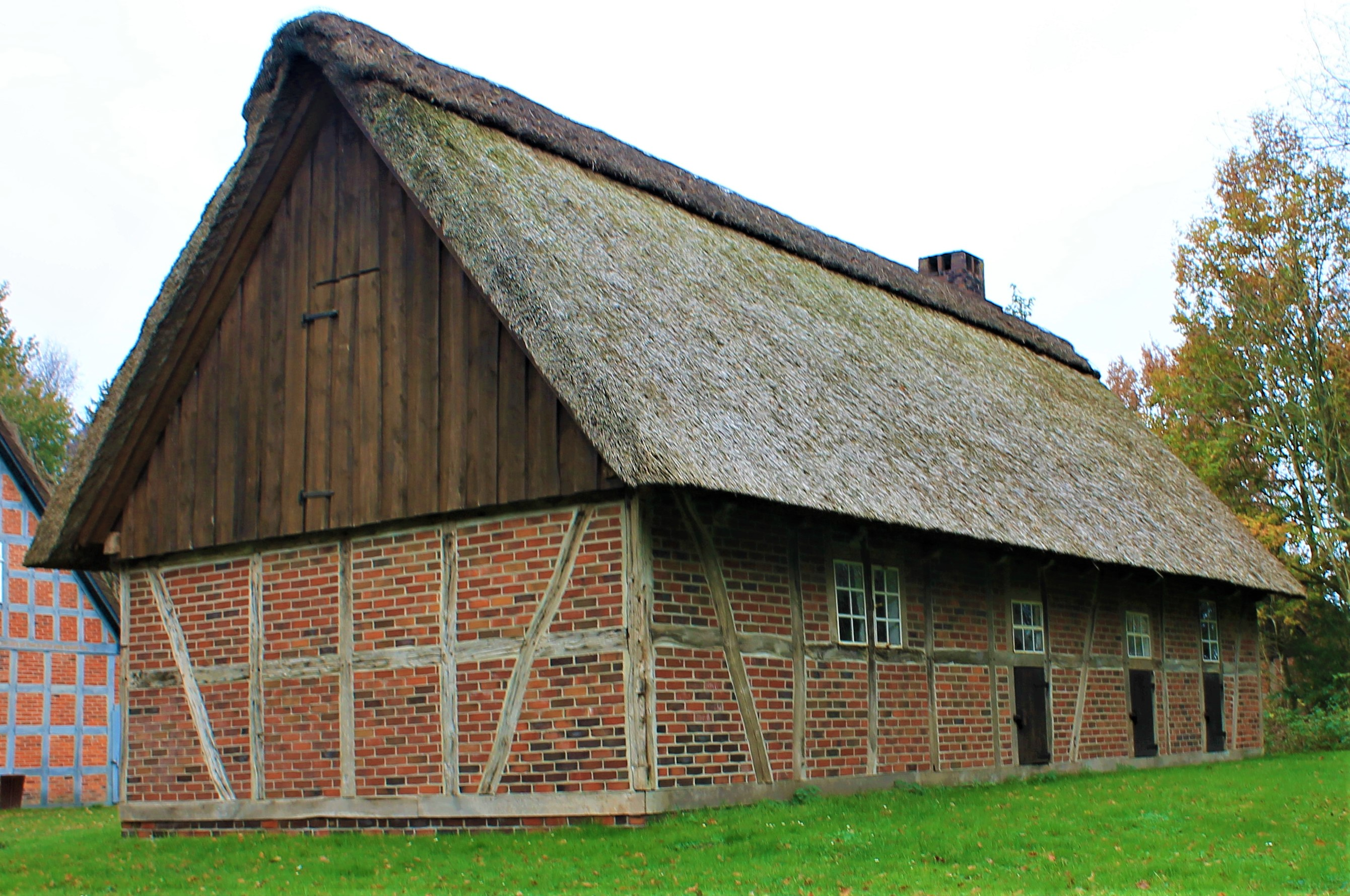
Schweinestall
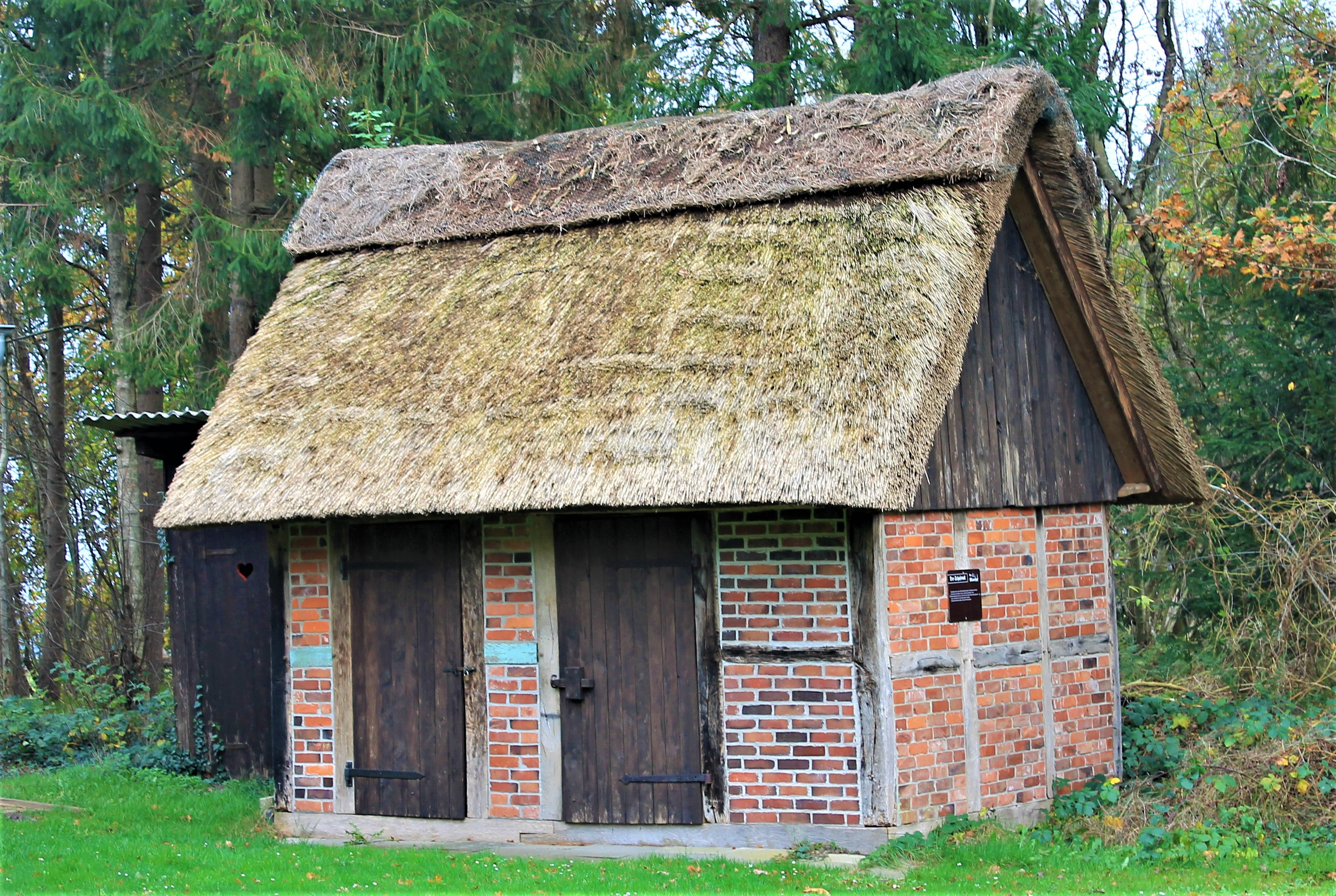
Schafstall und Herzhaus